# Цзіньчуань (повіт)
31°28′41″ пн. ш. 102°03′43″ сх. д. / 31.47803° пн. ш. 102.06208° сх. д.
Цзіньчуань або Чучен (кит. 金川县, пін. Jīnchuān Xiàn, трансліт. Quqên) — один із повітів КНР у складі Нгава-Тибетсько-Цянської автономної префектури, провінція Сичуань. Адміністративний центр — містечко Цзіньчуань.

## Географія
Цзіньчуань розташовується на сході Тибетського плато (регіон Кхам), у середньому лежить на висоті близько 2180 метрів над рівнем моря (перепад висот у діапазоні від 1950 до 5000 метрів над рівнем моря) у середній течії річки Дадухе.

### Клімат
Повіт знаходиться у зоні, котра характеризується океанічним кліматом субтропічних нагір'їв. Найтепліший місяць — серпень із середньою температурою 20,2 °C. Найхолодніший місяць — січень, із середньою температурою 2,7 °С.
| Клімат повіту Цзіньчуань                           | Клімат повіту Цзіньчуань | Клімат повіту Цзіньчуань | Клімат повіту Цзіньчуань | Клімат повіту Цзіньчуань | Клімат повіту Цзіньчуань | Клімат повіту Цзіньчуань | Клімат повіту Цзіньчуань | Клімат повіту Цзіньчуань | Клімат повіту Цзіньчуань | Клімат повіту Цзіньчуань | Клімат повіту Цзіньчуань | Клімат повіту Цзіньчуань | Клімат повіту Цзіньчуань |
| Показник                                           | Січ.                     | Лют.                     | Бер.                     | Квіт.                    | Трав.                    | Черв.                    | Лип.                     | Серп.                    | Вер.                     | Жовт.                    | Лист.                    | Груд.                    | Рік                      |
| Середній максимум, °C                              | 12,3                     | 16,5                     | 20,6                     | 23,5                     | 25,9                     | 26,8                     | 28,8                     | 29,2                     | 25,8                     | 21,3                     | 17                       | 12,5                     | 21,7                     |
| Середня температура, °C                            | 2,7                      | 6,8                      | 11,1                     | 14,2                     | 16,8                     | 18,6                     | 20,2                     | 20,2                     | 17,4                     | 12,8                     | 7,4                      | 2,8                      | 12,6                     |
| Середній мінімум, °C                               | −3,4                     | 0,1                      | 4,3                      | 7,5                      | 10,8                     | 13,8                     | 15,3                     | 15,2                     | 13                       | 8,4                      | 1,7                      | −3                       | 7                        |
| Норма опадів, мм                                   | 2.1                      | 6                        | 19.7                     | 51.9                     | 97.5                     | 153.8                    | 119.1                    | 94.9                     | 117.5                    | 67.1                     | 8.9                      | 1.3                      | 739.8                    |
| Вологість повітря, %                               | 50                       | 45                       | 46                       | 54                       | 62                       | 72                       | 72                       | 70                       | 75                       | 74                       | 64                       | 56                       | 62                       |
| -------------------------------------------------- | ------------------------ | ------------------------ | ------------------------ | ------------------------ | ------------------------ | ------------------------ | ------------------------ | ------------------------ | ------------------------ | ------------------------ | ------------------------ | ------------------------ | ------------------------ |
| Джерело: Дані метеостанції №56168 (КНР, 1991-2020) |                          |                          |                          |                          |                          |                          |                          |                          |                          |                          |                          |                          |                          |